# Modernisme
 For alternative betydninger, se Modernisme (flertydig). (Se også artikler, som begynder med Modernisme)
Modernisme er en kunstperiode (inden for alle kunstarter), der har sin oprindelse i moderniteten.

## Arkitektur
Inden for arkitekturen fik den sit gennembrud specielt i Frankrig og Tyskland i begyndelsen af 1900-tallet. I Danmark kom den først omkring 1930'erne og blev her kendt som funktionalisme. Perioden indvarsles med Flemming Lassen og Arne Jacobsens projekt
"Fremtidens Hus", som var et projekt til Akademisk Arkitektforenings Bygge- og Boligudstilling i Forum i 1929. Imidlertid var det først med Gunnar Asplunds værker på en arkitekturudstilling i 1930 i Stockholm, at danske arkitekter for alvor fik øjnene op for modernismen. Herefter søgte de også inspiration bl.a. den fransk-schweiziske arkitekt Le Corbusier.
En af årsagerne til modernismens/funktionalismens fremmarch var udviklingen af nye byggematerialer som stål og beton, der gav nye muligheder i byggeriet.
Senere taler man også om en organisk modernisme, der kendetegnes ved bløde og skulpturelle bygninger, stilen kommer bl.a. til udtryk ved Jørn Utzons operahus i Sydney.

### I Danmark
Den danske modernisme har tre faser. I 1920'erne og 1930'erne fandtes en håndfuld modernistiske lyrikere: Harald Landt Momberg, Jens August Schade, Paul la Cour og Gustaf Munch-Petersen. De udgjorde knap nok en gruppe: Momberg og Schade hørte nærmest til i tysk sammenhæng begge var stærkt influeret af ekspressionismen. Paul la Cour opholdt sig i Frankrig og stiftede bekendtskab med de franske surrealister. Gustaf Munch-Petersen var stærkt påvirket af finlands-svensk modernisme.
Alligevel dannede de sammen med Ole Sarvig i 1940'erne basis for det næste modernistiske fremstød i 1950'erne.
Denne gang var der tale om en kraftig strømning med mange digtere der benyttede alle genrer selv om lyrikken stadig stod i centrum for interessen – sandt nok var modernisterne ret traditionelle, når de udtrykte sig episk og dramatisk. Hovedmændene Klaus Rifbjerg og Villy Sørensen redigerede ca. 1960 tidsskriftet Vindrosen. Omkring tidsskriftet grupperede sig en række lyrikere: Benny Andersen, Jørgen Gustava Brandt, Ivan Malinovski, Bundgård Povlsen, Jørgen Sonne og Jess Ørnsbo, prosaisterne var færre: Peter Seeberg og den sent opdagede Albert Dam.
Torben Brostrøm var den kritiske bannerfører. Det var ham, der først førte dem frem på parnasset, han vejledte dem kritisk og formulerede modernismens program: "Man kan – brutalt sagt – ikke være digter i dag uden at have sin tids viden i sig, hvordan man så end har tilegnet sig den. Men man må tilføje, at kendskab til fortiden og til den kunst, der fører op til en selv, er lige så nødvendig. En egentlig samtidig poesi udtrykker på denne basis tidens endnu uformulerede fornemmelser og ubevidste holdninger og får derved et forhold til samfundets irrationelle udviklingsdrift. Kunstnerens vej er selvfortolkningen, og relationen mellem kunstnerens jeg og tiden er kunstens sag."
Den anden fase af modernismen er psykologisk orienteret, ekspressiv af væsen og samfundsrettet – bundet til stemninger og materiale fra det danske industrisamfund efter 2. verdenskrig. Digtningen handler om pessarer, impotens, jukeboksen, film, jetfly, fjernsyn, motorveje, radioaktivt nedfald osv. De nye medier påvirker synsmåderne og følelserne: Rifbjerg skriver som moderne film forløber, Malinovski læser i avisen inden for og ser rødkælken uden for vinduet – samtidigt. Gustava Brandt bevæger sig gennem sine digte, som man render gennem svingdøre og ruller op ad trapper i stormagasiner. Men formlidenskaben og sprogengagementet fik den 2. generation i Danmark ikke givet særlig tydeligt udtryk – Mallarmés modernisme blev formuleret i 3. fase, også kaldet systemdigtningen.
Modernismen er efterfølgeren af efterkrigstiden. Det betyder, at man er ved at komme over tristheden og angsten for en 3. verdenskrig. Man begynder så småt at tænke på mindre fornødenheder som delikatesser. Det ses tydeligt i den modernistiske litteratur sammen med glæden og troen på lykken.
I Danmark forstås modernisme nogle gange snævert som en skrivestil udviklet sidst i 1950'erne. Der opereres med en brudt syntaks som en konsekvens af en brudt verden. Gud er faldet bort som sidste forklaringsinstans, og dermed skal litteraturen ikke længere gengive det harmoniske verdensbillede. Blandt kendte danske modernistiske forfattere er Klaus Rifbjerg, Per Højholt og Inger Christensen.
På digtningens område giver det sig udtryk i radikale formeksperimenter, der reflekterer den nervøse livsstil og samtidig får den til at forplante sig direkte til læserne.